# Prix Acfas Adrien-Pouliot
Pour l’article homonyme, voir Prix Adrien-Pouliot (Canada).
Pour un article plus général, voir Acfas.
Le Prix Acfas Adrien-Pouliot est une distinction remise au sein de la francophonie canadienne par l'Acfas. Il a été créé au printemps 2000 en l'honneur d'Adrien Pouliot, mathématicien, ancien président de l'Acfas et détenteur de nombreuses distinctions françaises. Il vise à souligner l'excellence de travaux scientifiques réalisés en collaboration avec une personne ou une équipe de France, travaux qui ont des retombées autant en France qu'au Québec. 

## Lauréats
- 2001 - Michel Bergeron, physiologie, Université de Montréal[2]
- 2002 - Jean-Pierre Villeneuve, gestion des ressources en eau, INRS-Eau, Terre et Environnement
- 2003 - Marcel Fournier, sociologie, Université de Montréal
- 2004 - Alain Beaudet, neurologie et neurochirurgie, Université McGill
- 2005 - Michel Moisan, plasma et électromagnétisme, Université de Montréal
- 2006 - Patrick Paultre, génie civil, Université de Sherbrooke
- 2007 - Édith Hamel (en), neurologie et neurochirurgie, Université McGill
- 2008 - Pierre Harvey, photophysique, Université de Sherbrooke
- 2009 - Alain Caillé, physique, Université de Montréal
- 2010 - Jean-Pierre Després, cardiométabolisme et physiologie, Université Laval
- 2011 - Michel Bouvier, chimie médicinale, Université de Montréal
- 2012 - Alain Fournier, biochimie, INRS-Institut Armand Frappier
- 2013 - Marc Lucotte, sciences de l'environnement, Université du Québec à Montréal
- 2014 - Srečko Brlek, mathématiques, Université du Québec à Montréal
- 2015 - Pierre Legendre, écologie numérique, Université de Montréal[3]
- 2016 - Pierrette Gaudreau, mécanismes du vieillissement, Université de Montréal[4],[5]
- 2017 - Ginette Michaud, littérature, Université de Montréal[6],[7]
- 2018 - Louis Taillefer, physique quantique, Université de Sherbrooke[8]
- 2019 - Yves Bergeron, écosystèmes forestiers, Université du Québec en Abitibi-Témiscamingue et Université du Québec à Montréal[9],[10]
- 2020 - Sylvana Côté[11], santé publique, Université de Montréal
- 2021 - Emile Levy[12], gastro-entérologie, Université de Montréal
- 2022 - Sylvie Nadeau[13], biomécanique appliquée, Université de Montréal
- 2023 - Marie-France Morin[14], psychopédagogie et langage, Université de Sherbrooke
- 2024 - Marcel Babin[15], océanographie, Université Laval